# Cantone di Riobamba
Il Cantone di Riobamba è un cantone dell'Ecuador che si trova nella Provincia del Chimborazo.
Il capoluogo del cantone è la città di Riobamba.